# 池田昌子 (女優)
池田 昌子（いけだ しょうこ、1967年11月21日 - ）は、日本の女優。所属事務所はベリーベリープロダクション。富山県出身。
身長164cm。スリーサイズはB-83cm、W-57cm、H-85cm、足のサイズは23cm。血液型A型。

## 来歴・人物
モデルを経て俳優業に移行し、1991年、ジャッキー・チェンの映画『プロジェクト・イーグル』において、唯一の日本人メインキャストとして注目を集める。
その後、テレビドラマ、映画、CMで活躍。映画『ありふれた愛に関する調査』、写真集『illusionner』ではヌードを披露した。その後充電期間を経て、2005年に映画『DIVIDE』（監督：辻岡正人）にて復帰し、現在に至る。
芸名を頻繁に変えており、南粧子→池田晶子→池田昌子→池田しょう子→池田昌子→湖田翔子→池田昌子と変遷している。趣味は旅行。特技は英会話、茶道。
2019年、クリエイティブディレクターの大貫卓也と結婚した。

## 出演

### 映画
- ぼくらの七日間戦争2（1991年、山崎博子監督） - 高良玲子 役
- プロジェクト・イーグル（1991年、ジャッキー・チェン監督） - 桃子 役
- ありふれた愛に関する調査（1992年、榎戸耕史監督）
- DIVIDE ディバイド（2005年、辻岡正人監督）
- 呪怨 終わりの始まり（2014年、落合正幸監督） - 寺田修子 役

### テレビドラマ
- 悪いこと（1992年、フジテレビ）
- おたく刑事（1992年、TBS）
- 二都物語（1992年、TBS）
- 熱い胸騒ぎ（1992年、TBS）
- そのうち結婚する君へ（1994年、日本テレビ）
- 考古学者シリーズ 第17作 美人OL殺し（1994年9月3日、テレビ朝日） - 小暮愛子役
- ケイゾク（1999年、TBS）
- 別れたら好きな人（1999年、テレビ東京)
- 超星神グランセイザー 第25話（2003年、テレビ東京） - 土方里子役（友情出演）
- 曲がり角の彼女（2005年、フジテレビ）
- 鬼嫁日記（2005年、フジテレビ） - 増田郁江役
- ですよねぇ。（2006年、TBS）
- 水曜ミステリー9「密会の宿5」（2006年、テレビ東京） - 倉内奈緒役
- いい女（2006年、TBS）
- 相棒 Season5 第17話（2007年、テレビ朝日） - 行長真美役
- 警視庁捜査ファイル さくら署の女たち 第2話（2007年、テレビ朝日） - 片柳節子役
- 週刊 赤川次郎 「青春の決算」（2007年、テレビ東京） - 沢井弥江子役
- 東京少女真野恵里菜 第1話「10才のあたし」（2009年2月7日、BS-i） - 泉慶子役

### ラジオ番組
- サムタイム・ミュージック・アンテナ（TOKYO-FM）

### CM
- ゼネラル石油 キャンペーンギャル（1987年）
- グリコ「エクセレントアイスクリーム」（1990年 - 1991年）
- P&G「ウイスパースリム」（1991年）
- 大塚製薬「シーマックス1000」（1991年）
- 北陸鉄鋼（1992年）
- サッポロビール「生粋」（1995年）
- ロッテ「レディーボーデン」（1995年）
- サントリー「diet's」（2007年3月 - 6月）

## 作品

### 写真集
- マーマレードの午後 南粧子写真集（1987年4月英知出版、撮影：西田幸樹）
- 晶子写真 池田晶子写真集（1988年9月ワニブックス、撮影：渡辺達生）
- illusionner 池田しょう子写真集（1993年8月ぶんか社、撮影：鶴田直樹）

### イメージビデオ
- 一生懸命・南粧子（1987年）

### CD
- イル・ジョネ（1993年9月、ポリスター） - ミニアルバム